# Karen Egdal
Karen Melgaard Egdal (Kalundborg, Dinamarca, 15 de febrero de 1978) es una nadadora retirada especializada en pruebas de estilo mariposa. Fue medalla de bronce en la prueba de 50 metros mariposa durante el Campeonato Europeo de Natación de 2000 y en el Campeonato Europeo de Natación en Piscina Corta de 2000.
Representó a Dinamarca en los Juegos Olímpicos de Atlanta 1996.

## Palmarés internacional
| Campeonato Europeo de Natación                  | Campeonato Europeo de Natación | Campeonato Europeo de Natación | Campeonato Europeo de Natación |
| Año                                             | Lugar                          | Medalla                        | Prueba                         |
| ----------------------------------------------- | ------------------------------ | ------------------------------ | ------------------------------ |
| 2000                                            | Helsinki (Finlandia)           | Medalla de plata               | 50 m mariposa                  |
| Campeonato Europeo de Natación en Piscina Corta |                                |                                |                                |
| Año                                             | Lugar                          | Medalla                        | Prueba                         |
| 2000                                            | Valencia (España)              | Medalla de plata               | 50 m mariposa                  |